# Нумата (княжество)
Княжество Нумата (яп. 沼田藩 Нумата-хан) — феодальное княжество (хан) в Японии периода Эдо (1656—1871). Нумата-хан располагался в провинции Кодзукэ (современная префектура Гумма) на острове Хонсю.

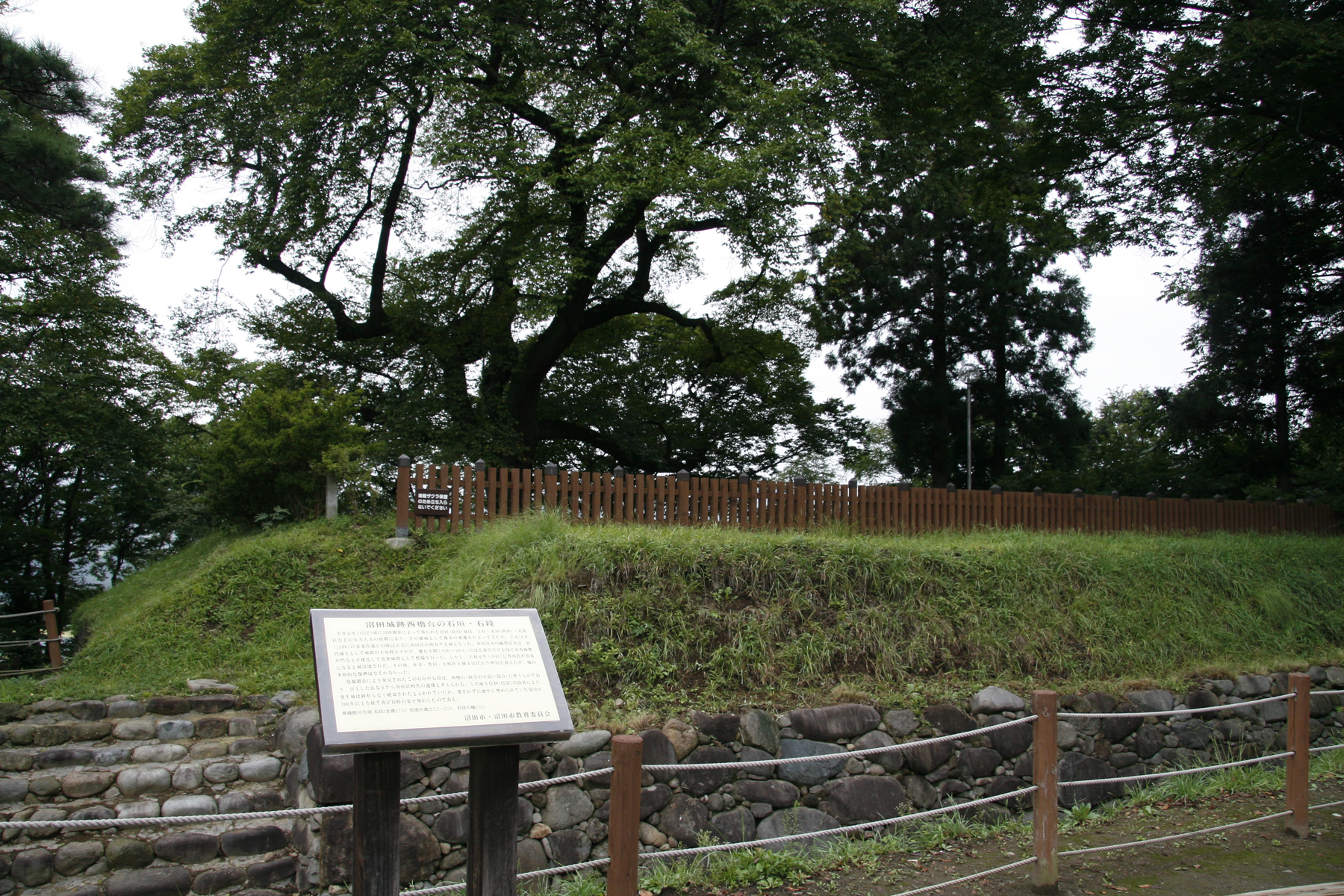
Руины замка Нумата, административного центра Нумата-хана

Административный центр хана: Замок Нумата в провинции Кодзукэ (современный город Нумата в префектуре Гумма).
Доходы княжества:
- 1656—1681 годы — 30 000 коку риса
- 1703—1730 годы — 20-40 000 коку риса
- 1732—1742 годы — 30 000 коку риса
- 1742—1871 годы — 35 000 коку риса

## История

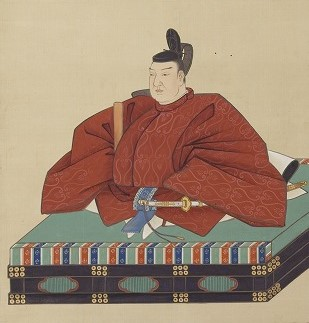
Санада Нобутоси, 1-й даймё Нумата-хана (1656—1681)

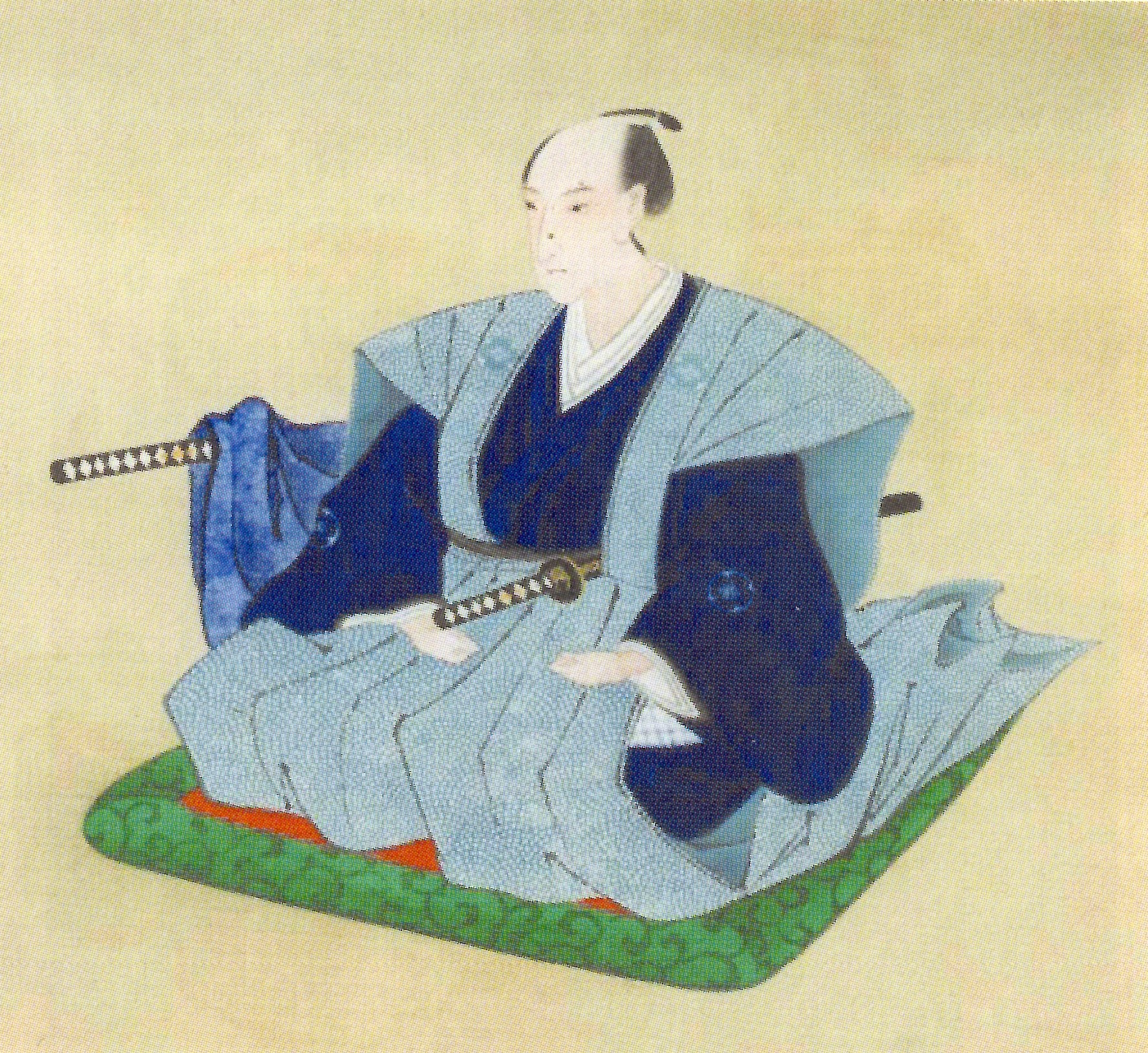
Курода Наокуни, 1-й даймё Нумата-хана (1732—1735)

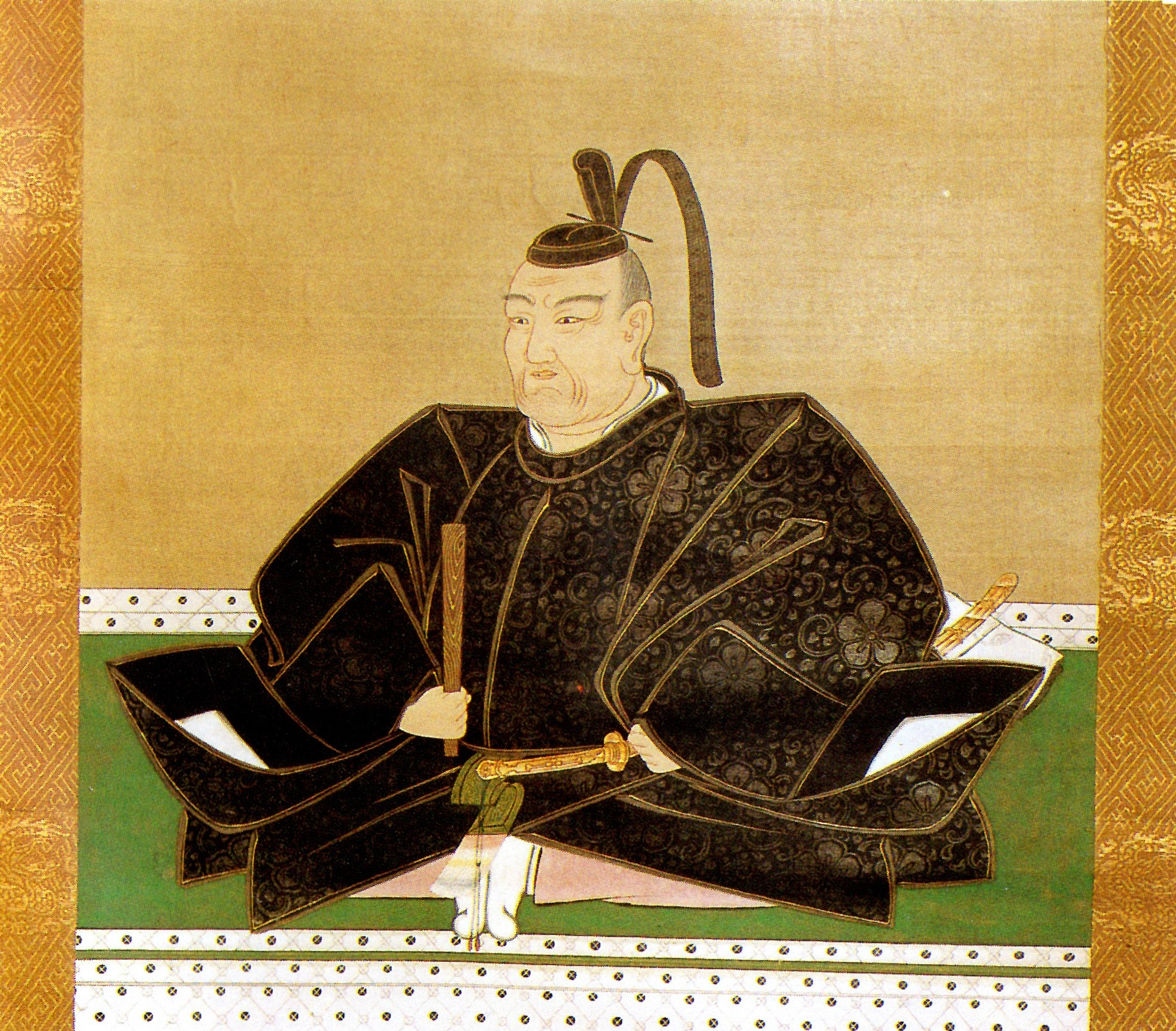
Токи Ёритоси, 1-й даймё Нумата-хана (1742—1744)

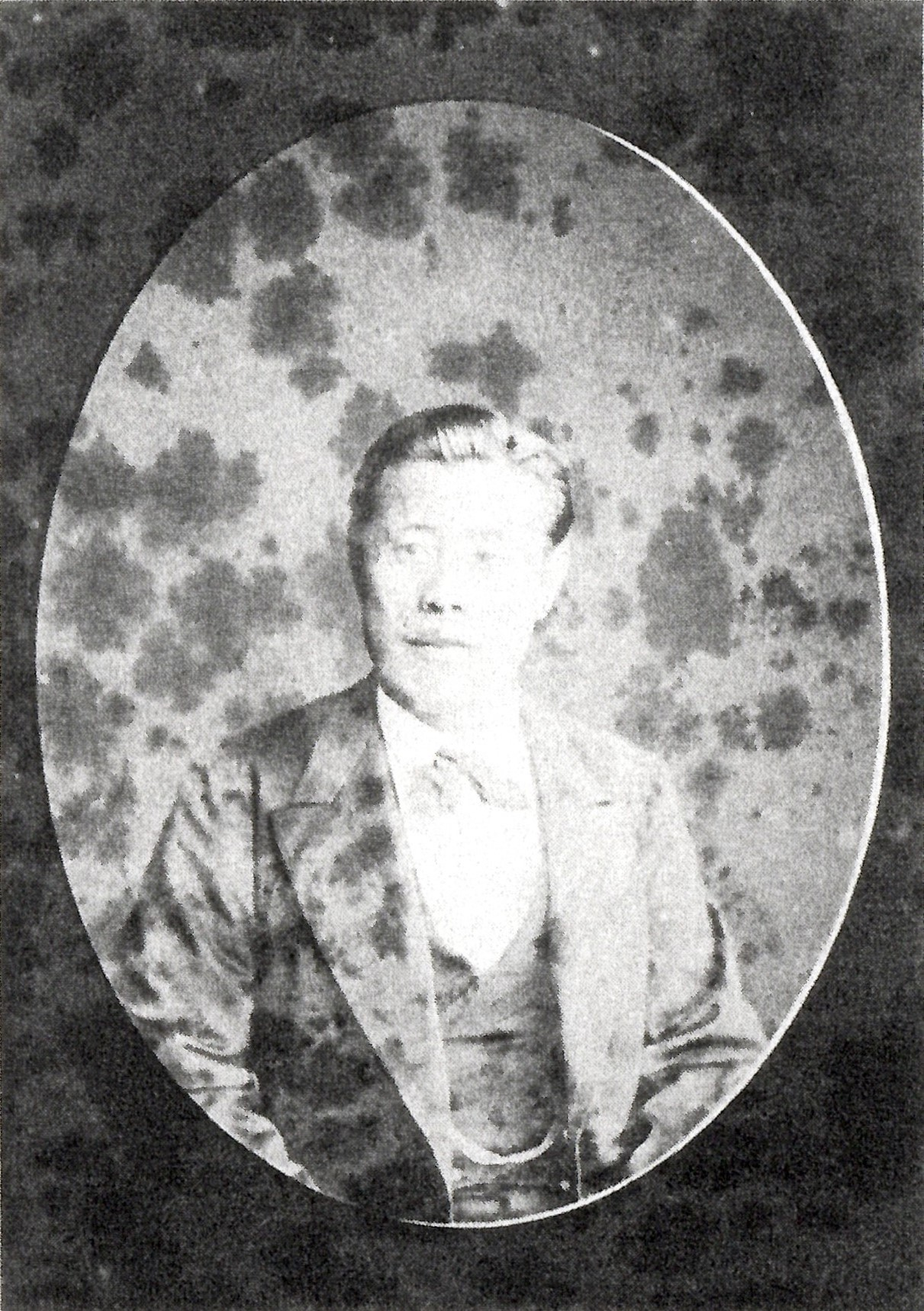
Токи Ёриоки, последний даймё Нумата-хана (1867—1871)

После взятия замка Одавара в 1590 году Тоётоми Хидэёси передал Санаде Масаюки (1544—1611) во владение домен Нумата-хан с доходом 27 000 коку риса. Санада Масаюки уже владел доменом Уэда в провинции Синано и передал Нумату своему сыну Санаде Нобуюки (1566—1658). В последующем конфликте между родами Токугава и Тоётоми Санада Нобуюки поддержал Токугава Иэясу, а его брат Санада Юкимура перешел на сторону Исида Мицунари и Тоётоми Хидэёри. В качестве вознаграждения сёгун Токугава Иэясу в 1600 году признал Санаду Нобуюки правителем объединенных княжеств Уэда и Нумата с доходом 95 000 коку риса. В 1616 году Нобуюки переехал из Нуматы в Уэдо, передав домен Нумата-хан своему сыну Санаде Нобуёси, но Нумата-хан не был официально признан в качестве отдельного княжества до 1656 года. Санада Нобутоси (1635—1688) восстановил замок Нумата в крупном масштабе с пятиэтажным донжоном и перестроил резиденцию клана в Эдо. В 1688 году из-за финансовых нарушений Санада Нобутоси был лишен княжества, которое перешло под прямое управление сёгуната Токугава.
В 1703—1730 годах Нумата-хан управлялся родом Хонда. В 1703 году новым правителем Нумата-хана стала Хонда Масанага (1645—1711) из провинции Синано. Ему наследовал его племянник и приёмный сын, Хонда Масатакэ (1665—1721). Его преемником стал его родственник, Хонда Масанори (1681—1735), внук Хонды Масанаги, который в 1730 году был переведен в Танака-хан в провинции Суруга.
В 1732 году в Нумата-хан был переведен Курода Наокуни (1667—1735), ранее правивший в Симодатэ-хане в провинции Хитати (1703—1732). Ему наследовал его приёмный сын Курода Наодзуми (1705—1776), второй сын Хонды Масанори, 3-го даймё Нумата-хана (1721—1730). В 1742 году он был переведен в Курури-хан в провинции Кадзуса.
В 1742 году новым правителем Нумата-хана был назначен Токи Ёритоси (1695—1744), который ранее правил в Танака-хане и занимал должность родзю. Его потомки управляли княжеством Нумата вплоть до Реставрации Мэйдзи. Во время Войны Босин (1868—1869) Токи Ёриоки, последний даймё Нумата-хана, находился на стороне императорской армии и участвовал в битве при Айдзу.
В июле 1871 года после административно-политической реформы Нумата-хан был ликвидирован. На территории бывшего княжества первоначально была создана префектура Нумата, которая позднее стала частью префектуры Гумма.
По переписи 1681 года в Нумата-хане проживало 47 177 человека в 13 715 домохозяйствах.

## Список даймё
| #                              | Имя и годы жизни                           | Годы правления | Титул                               | Ранг                        | Кокудара            |
| ------------------------------ | ------------------------------------------ | -------------- | ----------------------------------- | --------------------------- | ------------------- |
| Род Санада (тодзама) 1656—1681 |                                            |                |                                     |                             |                     |
| 1                              | Санада Нобутоси (1635-1688) (яп. 真田信利) | 1656-1681      | Ига-но-ками (伊賀守)                | Пятый нижний (従五位下)     | 30,000 коку         |
|                                | Сёгунат Токугава                           | 1681-1703      |                                     |                             |                     |
| Род Хонда (фудай) 1703—1730    |                                            |                |                                     |                             |                     |
| 1                              | Хонда Масанага (1645-1711) (яп. 本多正永)  | 1703-1711      | Хоки-но-ками (伯耆守); Jijū (侍従)  | Четвертый нижний (従四位下) | 20,000->40,000 коку |
| 2                              | Хонда Масакатэ (1665-1721) (яп. 本多正武)  | 1711-1721      | Тотоми-но-ками (遠江守)             | Пятый нижний (従五位下)     | 40,000 коку         |
| 3                              | Хонда Масанори (1681-1735) (яп. 本多正矩)  | 1721-1730      | Будзэн-но-ками (豊前守)             | Пятый нижний (従五位下)     | 40,000коку          |
| Род Курода (фудай) 1732—1742   |                                            |                |                                     |                             |                     |
| 1                              | Курода Наокуни (1667-1735) (яп. 黒田直邦)  | 1732-1735      | Будзэн-но-ками (豊前守)；Jijū(侍従) | Четвертый нижний (従四位下) | 30,000 коку         |
| 2                              | Курода Наодзуми (1705-1776) (яп. 黒田直純) | 1735-1742      | Ямато-но-ками (大和守)              | Пятый нижний (従五位下)     | 30,000 коку         |
| Род Токи (фудай) 1742—1871     |                                            |                |                                     |                             |                     |
| 1                              | Токи Ёритоси (1695-1744) (яп. 土岐頼稔)    | 1742-1744      | Танго-но-ками (丹後守); Jijū(侍従)  | Четвертый нижний (従四位下) | 35,000 коку         |
| 2                              | Токи Ёриоки (1719-1755) (яп. 土岐頼煕)     | 1744-1755      | Иё-но-ками (伊予守)                 | Пятый нижний (従五位下)     | 35,000 коку         |
| 3                              | Токи Тадацунэ (1728-1782) (яп. 土岐定経)   | 1755-1782      | Мино-но-ками (美濃守)               | Четвертый нижний (従四位下) | 35,000 коку         |
| 4                              | Токи Ёрихиро (1764-1782) (яп. 土岐頼寛)    | 1782-1782      | Иё-но-ками (伊予守)                 | Пятый нижний (従五位下)     | 35,000 коку         |
| 5                              | Токи Ёриёси (1766-1786) (яп. 土岐定吉)     | 1782-1786      | Мино-но-ками (美濃守)               | Пятый нижний (従五位下)     | 35,000 коку         |
| 6                              | Токи Ёритоми (1774-1790) (яп. 土岐定富)    | 1786-1790      | нет                                 | нет                         | 35,000 коку         |
| 7                              | Токи Ёринобу (1775-1837) (яп. 土岐頼布)    | 1790-1813      | Ямасиро-но-ками (山城守)            | Пятый нижний (従五位下)     | 35,000 коку         |
| 8                              | Токи Ёримицу (1788-1826) (яп. 土岐頼潤)    | 1813-1826      | Ямасиро-но-ками (山城守)            | Пятый нижний (従五位下)     | 35,000 коку         |
| 9                              | Токи Ёрикацу (1800-1843) (яп. 土岐頼功)    | 1826-1843      | Ямасиро-но-ками (山城)              | Пятый нижний (従五位下)     | 35,000 коку         |
| 10                             | Токи Ёриясу (1826-1847) (яп. 土岐頼寧)     | 1843-1847      | Иё-но-ками (伊予守)                 | Пятый нижний (従五位下)     | 35,000 коку         |
| 11                             | Токи Ёриюки (1826-1873) (яп. 土岐頼之)     | 1847-1867      | Ямасиро-но-ками (山城守)            | Пятый нижний (従五位下)     | 35,000 коку         |
| 12                             | Токи Ёриоки (1848-1911) (яп. 土岐頼知)     | 1867-1871      | Хаято-но-ками (隼人正)              | Пятый нижний (従五位下)     | 35,000 коку         |